# Чалый, Дмитрий Васильевич
Дмитрий Васильевич Чалый (укр. Дмитро́ Васи́льович Ча́лий; 2 июля 1904, Архангельское (ныне Донецкая область) — 1985, Киев) украинский и советский литературовед.

## Биография
Работал заведующим отделом в Институте литературы АН УССР.
В 1930-х годах направлен на работу Уфу, где находился до конца Великой Отечественной войны.

## Научная деятельность
Исследователь творчества Т. Шевченко, Г. Квитки-Основьяненко, И. Франко и других украинских писателей.
Автор трудов по истории и взаимосвязям украинской и российской литератур.
Член редколлегии издания Шевченковского словаря (1976).

## Избранные публикации
- «Становлення реалізму в українській літературі (перша половина XIX ст.)» (1956),
- «Г. Квитка-Основьяненко» (монография)
- «Розвиток гоголівських традицій в творчості Шевченка» (1953),
- «Повести Шевченко и проблема его реалистического метода» (1954),
- «Спроба ідейно-художнього аналізу поеми „Сон“» (1956),
- «Г. Ф. Квітка-Основ’яненко (творчість)» (Киев, 1962)
- «Два великих поэта-гуманиста» (1965)
- «Шевченко і Некрасов»
- «Франко і Некрасов»
- «Франко і Горький»
- «Тургенєв і деякі проблеми реалізму його часу: до 150-річчя І. С. Тургенєва» (статья)
- «О. С. Пушкін і Т. Г. Шевченко в світлі визвольного руху» (статья)
- «Пушкін в боротьбі за реалізм» (статья)
- «До питання про жанрову природу поеми „Гайдамаки“»
- «Некрасов и украинская дооктябрьская поэзия» (Киев, 1971)
- «Епопея в російській та українській літературах XIX ст.» и др.